# Der blaue Stern des Südens
Der blaue Stern des Südens ist eine österreichische Gaunerkomödie von Wolfgang Liebeneiner aus dem Jahr 1951 mit Viktor de Kowa, Gustav Knuth und Gretl Schörg in den Hauptrollen. Der Film basiert auf dem Roman Duell mit Diamanten von Heinrich Rumpff, der sich auch am Drehbuch beteiligte.

## Handlung
Ivo, Bruck und Yella sind ein nicht allzu helles Gaunertrio, dem per Zufall ein sehr wertvoller Riesendiamant, der titelgebende „Blaue Stern des Südens“, in die Hände fällt. Doch die Drei haben Unglück im Glück, denn der Riesenklunker ist derartig bekannt, dass er sich unmöglich in Europa zu Geld machen ließe. Bald ist ihnen die hiesige Polizei in Gestalt des erfahrenen Kriminalrats Dr. Klein auf der Spur, und so machen sich die leicht trotteligen Möchtegern-Ganoven auf den Weg nach Südafrika, weil man sich dort bessere Chancen beim Verkauf ausrechnet. Um den Gesetzeshütern zu entwischen, schlüpfen Ivo, Bruck und Yella ständig in verschiedene Verkleidungen. 
Doch bald setzt sich die Erkenntnis durch, dass bei den Dreien Ganovenehre nicht gilt. Denn jeder von ihnen versucht, den anderen zu betuppen, und zu diesem Zwecke fertigen allen drei jeweils eine billige Kopie des „Blauen Sterns“ an, natürlich ohne, dass die beiden anderen davon etwas erfahren. Schließlich sind gleich eine ganze Reihe von „Blauen Sternen des Südens“ auf dem Markt. Am Ende blickt ausgerechnet einzig der potenzielle Käufer des Diamanten, ein ausgefuchster Experte, durch und luchst ihnen den echten „Stern des Südens“ ab. Wie drei begossene Pudel kehren die drei betrogenen Betrüger nach Europa heim.

## Produktionsnotizen
Der blaue Stern des Südens entstand im Film-Atelier Geiselgasteig bei München sowie mit Außenaufnahmen im Hamburger Hafen und in Paris. Der Film wurde am 22. Dezember 1951 in Wien uraufgeführt. Die Berliner Premiere fand am 25. Januar 1952 statt. 
Karl Ehrlich übernahm auch die Produktionsleitung. Ernst H. Albrecht schuf die Filmbauten.

## Kritik
Im Filmdienst heißt es: „Trotz ansehnlicher Besetzung nur mäßig unterhaltende, hausbackene Gaunerkomödie.“